# Digny
Digny település Franciaországban, Eure-et-Loir megyében. Lakosainak száma 1002 fő (2022. január 1.). Digny Jaudrais, Saint-Maixme-Hauterive, Ardelles, Favières, Billancelles, Pontgouin, Saint-Maurice-Saint-Germain, Belhomert-Guéhouville és Senonches községekkel határos.

## Népesség
A település népességének változása:
| Lakosok száma | 794  | 789  | 803  | 940  | 963  | 954  | 979  | 996  | 996  | 1002 |
|               | 1968 | 1982 | 1990 | 2006 | 2013 | 2015 | 2017 | 2019 | 2020 | 2022 |